# MSG A Cappella
MSG A Cappella是台灣的純人聲演唱團體，成軍於2009年，目前編制由七名團員組成。

## 簡介
MSG A Cappella成立於2009年，為台灣以純人聲形式表演的樂團之一。團名由來為味精的英語縮寫，取意以音樂作為生活調味，「希望透過歌聲，帶大家一起擺脫生活中的煩惱與無奈」。
該團演出風格在台灣諸純人聲演唱團體中獨樹一格，選曲風格多元，涵蓋古典、流行、爵士等。音樂和舞臺表現上，不強調舞蹈動作，而專注於歌曲和聲與詮釋。
MSG A Cappella亦投入歌曲創作，如收錄於「A House」阿卡貝拉音樂合輯中的「郊遊」，係改編民謠「郊遊」寫成，以輕快甜美的嗓音，「回味第一次怦然心動的羞澀與純真」。

## 團體組成
草創初期，團員以前世新大學合唱團團員為主，皆為已畢業社會人士，來自各行各業。幾經更迭，目前成員如下：
- 女高音 － Wendi
- 女中音 － 雅惠、佩如
- 男高音 － 小偉、Jasper
- 男中音 － 庭光
- 男低音 － 誠杰
- 人聲打擊 － 小偉、Jasper
- 音控師 － Albert
- 樂團經理 － 謝珊珊

## 重要演出經歷
| 演出                                             | 日期                | 地點                       | 主辦單位           |
| 人聲樂團聯合演出                                 | 2009年10月4日       | 台北台灣合唱音樂中心       | 台灣合唱音樂中心   |
| Stouxingers－極致人聲阿卡貝拉音樂會聯演團體      | 2009年10月26日      | 台北世新大學               |                    |
| 2010跨年Countdown Party                          | 2009年12月31日      | 台北遠東國際大飯店李白居   |                    |
| 第三屆泛太平洋國際幹細胞研討會歡迎晚宴           | 2010年4月17日       | 台中裕元花園酒店           |                    |
| MSG實驗演出                                      | 2010年4月24日       | 台北A House                |                    |
| 「咩賽共咱還OK」－與清華大學海鷗．K聯演          | 2010年6月27日       | 台北A House                |                    |
| 聖誕音樂節系列－MSG&新藝術三重奏                 | 2010年10月24日      | 台北A House                |                    |
| 2010第九屆旺宏科學獎頒獎典禮開場嘉賓             | 2010年12月19日      | 台北六福皇宮               | 旺宏教育基金會     |
| 遠東飯店春酒晚會特別演出團體                     | 2011年3月10日       | 台北遠東國際大飯店         | 台北遠東國際大飯店 |
| 2011春唱－超級人聲新光擂台                       | 2011年3月26日       | 台北信義新天地             | 台灣合唱音樂中心   |
| 燦爛星光在春天音樂會－烏克蘭ManSound開場嘉賓     | 2011年3月27日       | 台北中油大樓               | 台灣合唱音樂中心   |
| MSG A Cappella郊遊演唱會                         | 2011年4月2日        | 台中Forro呼嚕咖啡          |                    |
| 人聲Hi！High～之這就是人「聲」－與Focal Plus聯演 | 2011年6月5日        | 桃園多功能展演中心         |                    |
| 台北人情WAY 創意街區展－與自然Q聯演              | 2011年11月5日       | 台北Bigtom美國冰淇淋文化館 | 台灣創意經濟促進會 |
| 南投鹿谷E愛教會阿卡貝拉講座暨教學                | 2011年12月10日-11日 | 南投鹿谷E愛教會            | 伊甸社會福利基金會 |
| 聖誕Together Happy New Year－人聲聖誕合唱團      | 2011年12月24日      | 台北中山地下街             |                    |

## 獲獎紀錄
- 2009台灣國際重唱大賽第二名暨最佳人聲打擊獎
- 2010台灣國際重唱大賽第三名

## 外部連結
- MSG A Cappella的Facebook專頁（官方粉絲專頁）